# Volej (tenis)

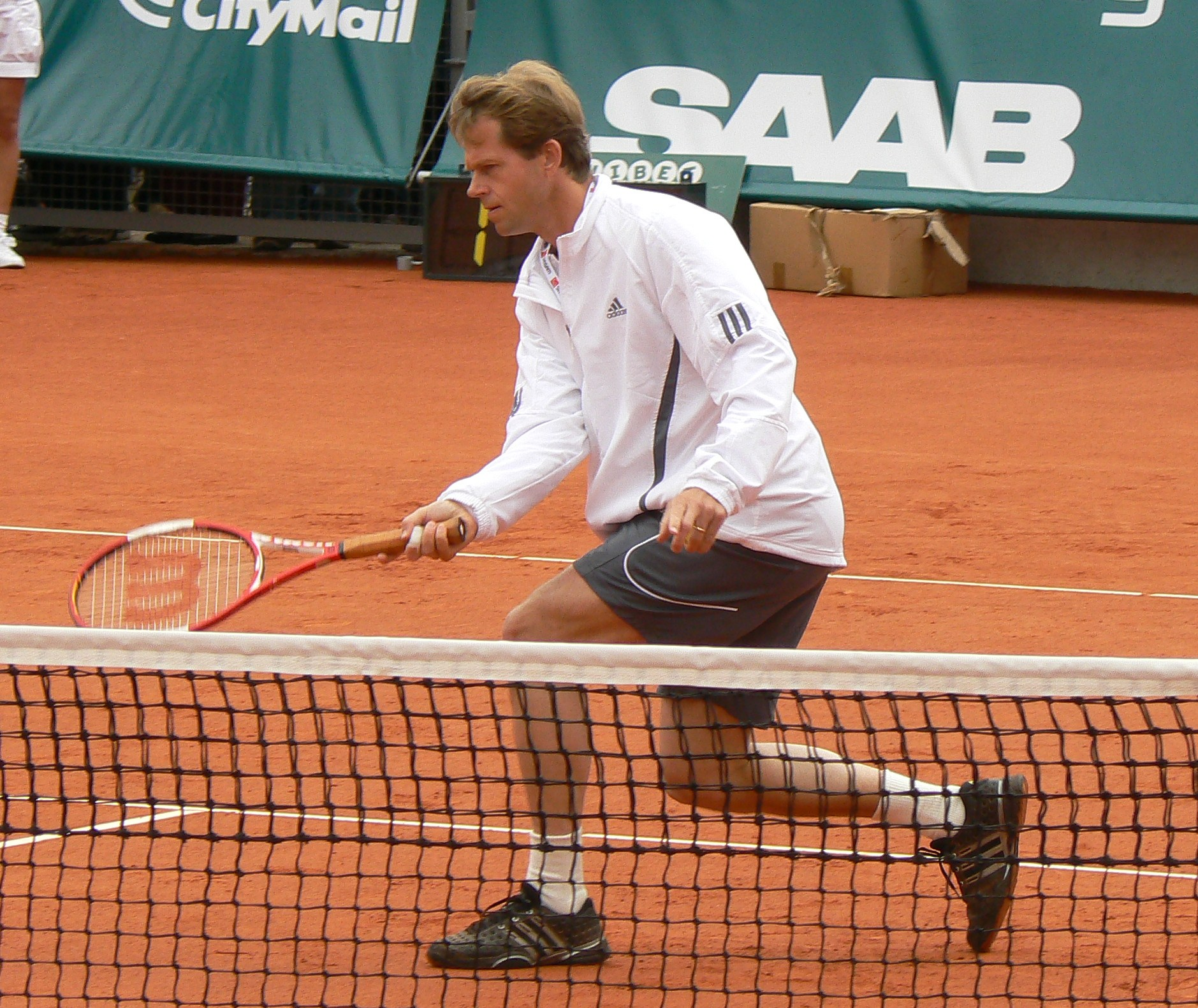
Stefan Edberg při forhendovém voleji.

Volej v tenise představuje jeden ze základních úderů, v němž hráč zasahuje míč ještě před dopadem, přímo ze vzduchu. Obvykle je hrán v přední polovině dvorce, především u sítě.
Voleje jsou hrány především na rychlejších površích (tráva, tvrdý povrch), kde mají vyšší účinnost. Systém servis-volej, kdy po podání hráč nabíhá na síť s volejem jako druhým úderem, je však v moderní éře tenisu opouštěn a preferována je hra ze základní čáry.

## Typy volejů
Podle výšky zásahu
- volej nízký – pod úrovní sítě
- volej střední – v oblasti výše sítě a ramen
- volej vysoký – ve výši hlavy a vedle těla nad ní

Podle způsobu zasažení míče
- volej přímý – bez udělení rotace
- volej řezaný – s dolní rotací

Podle taktického plánu
- volej přípravný – obvykle první volej na síti
- volej při naběhnutí – hraný ze zadní či střední části dvorce na síť
- volej ukončující – takový, který vede k zisku bodu

## Výhody a nevýhody

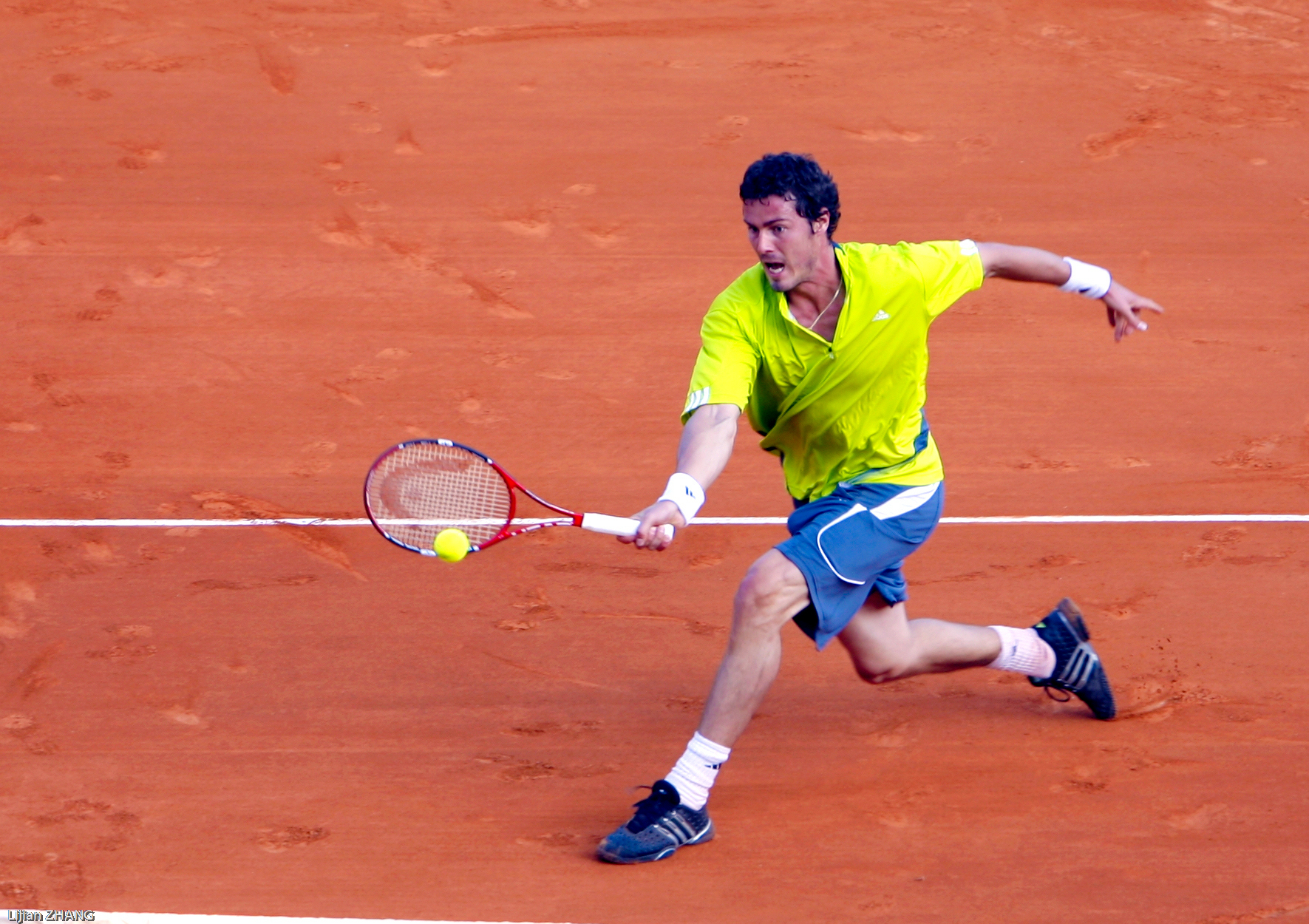
Nízký forhendový volej Marata Safina.

Základním cílem při hraní voleje je vytvořit nátlakovou hru na protihráče, zkrácením jeho reakční doby pro odehrání míče. Soupeř má méně času na přesun po dvorci, nevytváří si ideální tenisové postavení a hraje míč pod tlakem. Další výhodou je eliminace možnosti špatného odrazu z nerovného povrchu na travnatých površích. Postavení u sítě dovoluje hráči zahrát míč na soupeřovu polovinu pod ostřejším úhlem ven z dvorce či úspěšněji provést zkrácení hry. Při voleji je nutná dobrá koordinace oka a ruky v kombinaci s rychlými reflexy. Kratší reakční doba je také nevýhodou pro útočícího hráče, který je u sítě. Zpravidla nepokryje celou šíři dvorce, čímž je ohrožen prohozy jak v podélném, tak i křižném směru, stejně jako loby.

## Mechanizmus
Osa obou ramen směřuje k síti, nohy jsou pokrčené v kolenou, těžiště těla snížené, protilehlá noha než na jaké straně je hrán míč nakročená dopředu směrem k síti (u praváka při forhendovém voleji levá noha), míč je hrán bez či s krátkým nápřahem a úder je dokončen protáhnutím do základního postavení.

## Tenisté

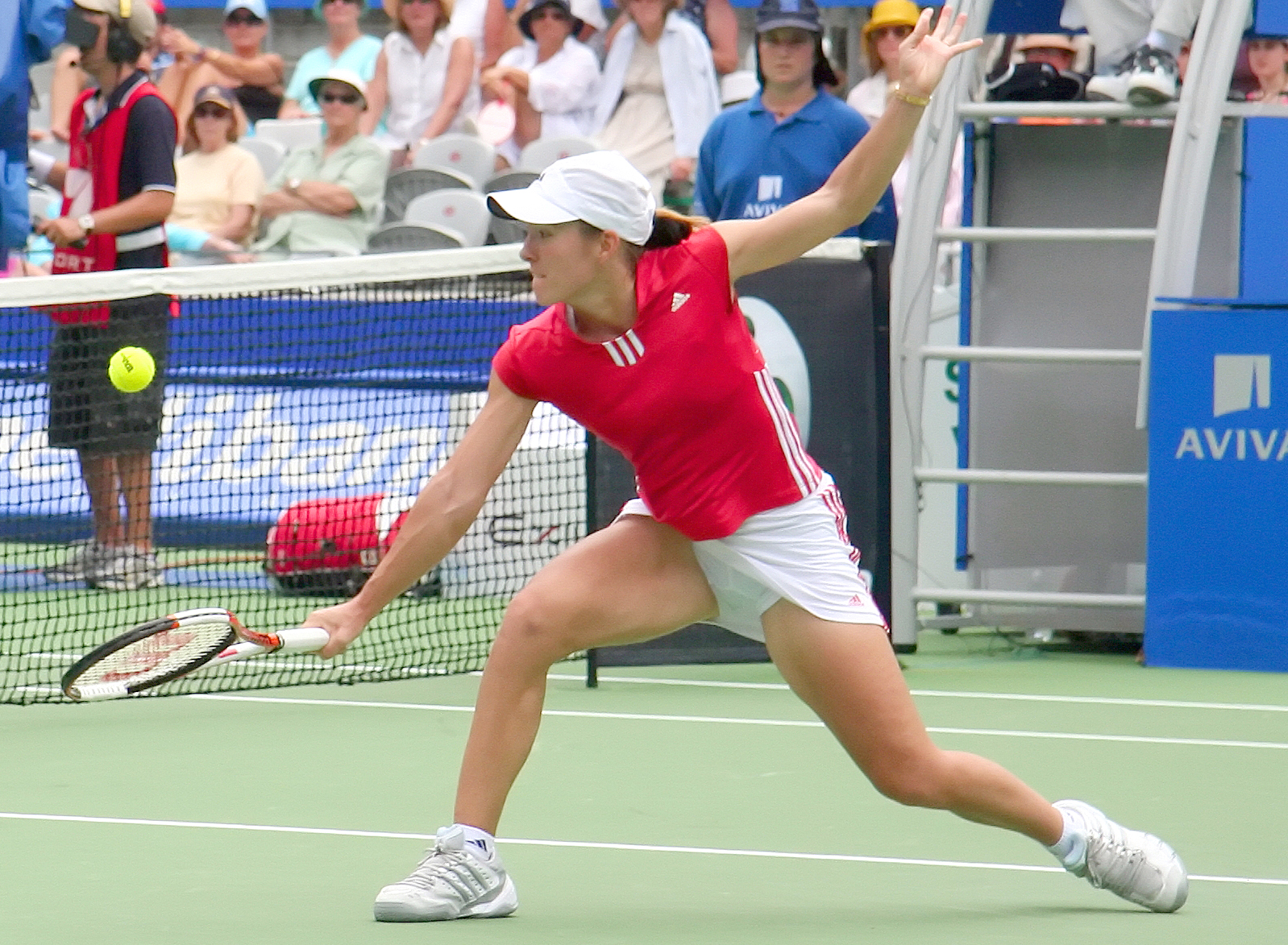
Justine Henin.

V otevřené éře jsou řazeni mezi nejlepší tenisty hrající voleje John McEnroe, Pete Sampras, Stefan Edberg, Roger Federer či Patrick Rafter. Mezi ženami pak Martina Navrátilová či Jana Novotná.
Někteří tenisté s výbornou volejovou technikou:
- Vinnie Richards
- Jack Kramer
- Frank Sedgman
- Lew Hoad
- Rod Laver
- Ken Rosewall
- Tony Roche
- John McEnroe
- Stefan Edberg
- Jonas Björkman
- Patrick Rafter
- Boris Becker
- Pete Sampras
- Max Mirnyj
- Martina Navrátilová
- Jana Novotná
- Maria Ester Bueno
- Tim Henman
- Martina Hingisová
- Amélie Mauresmová
- Justine Heninová
- Roger Federer
- Radek Štěpánek
- Jo-Wilfried Tsonga